# Coryssocnemis faceta
Coryssocnemis faceta là một loài nhện trong họ Pholcidae. Loài này được phát hiện ở México.